# Alain Pons
Alain Pons (Gibraltar, 16 de septiembre de 1995) es un futbolista gibraltareño que juega de centrocampista en el St. Joseph's F. C. de la Liga Nacional de Gibraltar. Es internacional con la selección de fútbol de Gibraltar.

## Selección nacional
Pons es internacional con la selección de fútbol de Gibraltar, con la que debutó el 31 de agosto de 2017, en una derrota por 9-0 frente a la selección de fútbol de Bélgica, en un partido de clasificación para la Copa Mundial de Fútbol de 2018.

## Clubes
| Club                   | País      | Año       |
| ---------------------- | --------- | --------- |
| A. D. Taraguilla       | España    | 2013-2014 |
| Lincoln Red Imps F. C. | Gibraltar | 2014-2015 |
| Gibraltar United F. C. | Gibraltar | 2016-2017 |
| Lincoln Red Imps F. C. | Gibraltar | 2017-2019 |
| St. Joseph's F. C.     | Gibraltar | 2019-Act. |

## Palmarés

### Títulos nacionales
| Título                        | Club                   | País      | Año  |
| ----------------------------- | ---------------------- | --------- | ---- |
| Primera División de Gibraltar | Lincoln Red Imps F. C. | Gibraltar | 2018 |
| Copa Pepe Reyes               | Lincoln Red Imps F. C. | Gibraltar | 2018 |
| Primera División de Gibraltar | Lincoln Red Imps F. C. | Gibraltar | 2019 |